# پانچتا

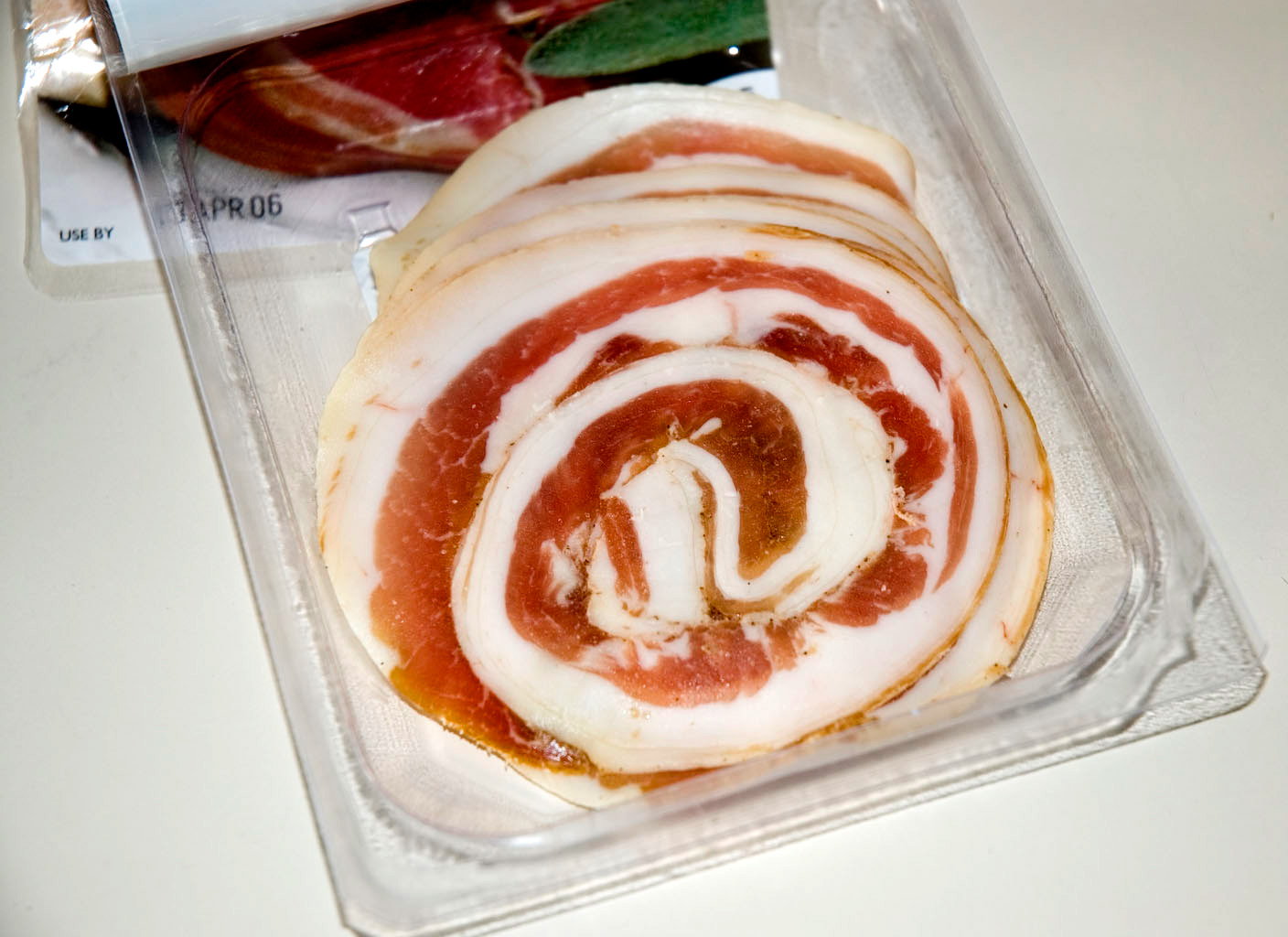
پانچتای رول‌شده

پانچتا (به ایتالیایی: Pancetta) (آوا: /panˈtʃetta/) نوعی سالامی تهیه شده از گوشت شکم خوک است که نمک‌سود شده‌است. پانچتا در ایتالیا معمولاً برای افزایش طعم و غلظت به سوپ و پاستا اضافه می‌شود. 

## نگارخانه

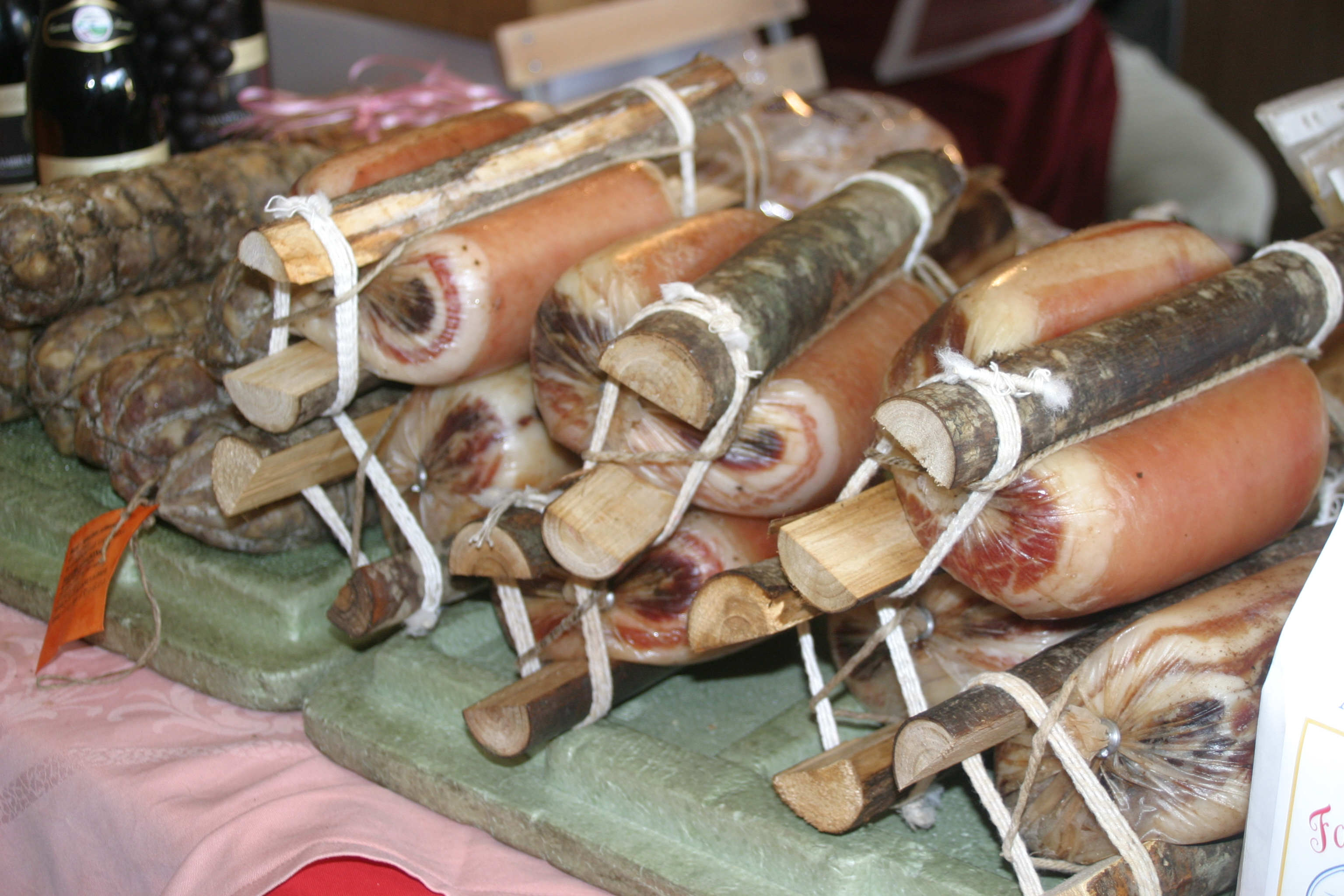
پانچتای دودی رول‌شده
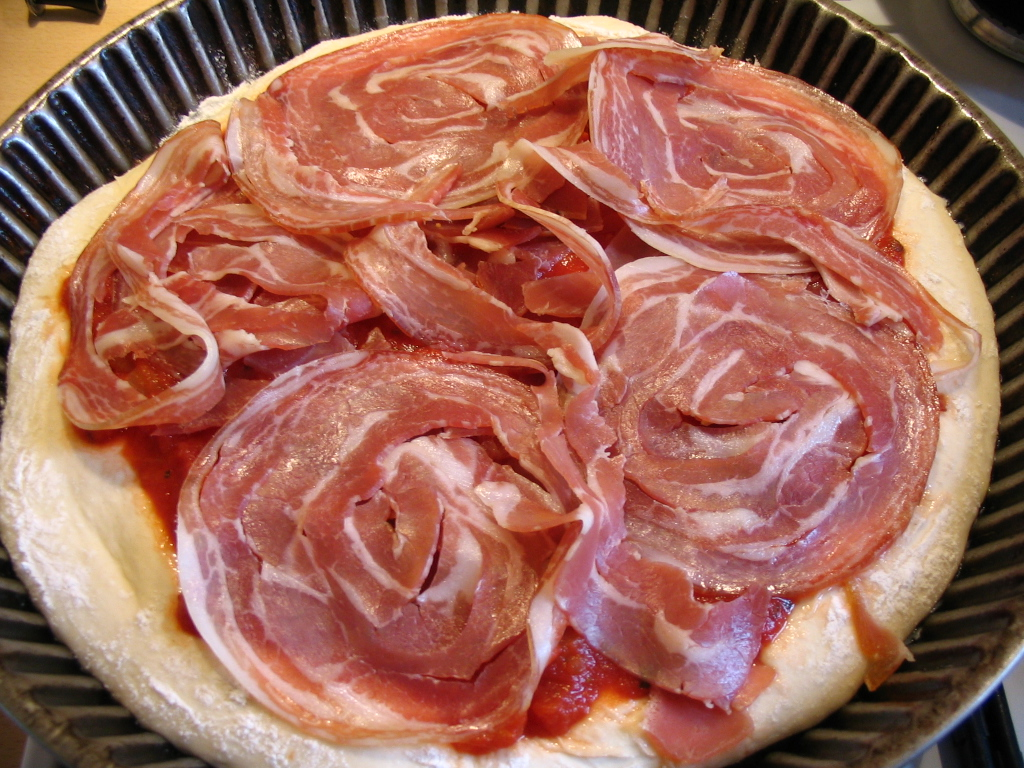
پیتزای تهیه شده با پانچتا